# Vitalis Chikoko
Vitalis Chikoko (Harare, Zimbabue, 11 de febrero de 1991) es un jugador de baloncesto de Zimbabue que pertenece a la plantilla del Strasbourg IG de la Pro A francesa. Con 2,08 metros de estatura, juega en la posición de pívot.

## Trayectoria deportiva
Se formó en Alemania, tras jugar en BG Göttingen y TBB Trier, se marchó a Italia para disputar la Lega en el Pallacanestro Reggiana y en el Scaligera Basket Verona, lo que le sirvió para firmar en 2016 por el Bayern para finalizar la temporada. 
En 2016 abandona el Bayern de Múnich, tras llegar al equipo a mitad de temporada tras su experiencia en Italia con Reggio Emilia y Verona.
En la temporada 2021-22, firma por el ÉB Pau-Orthez de la Pro A francesa.
El 17 de julio de 2023 fichó por el JDA Dijon, también de la LNB Pro A.

## Selección nacional
Como miembro de la selección de baloncesto de Zimbabue, Chikoko disputó el Afrobasket 2011 y el Afrobasket 2015.

## Vida personal
Es propietario del equipo profesional de baloncesto Basket Hounds de Zimbabue, el cual disputa el BUZ National Championship.